# Eupselia satrapella
Eupselia satrapella là một loài bướm đêm thuộc họ Oecophoridae. Nó được tìm thấy ở Úc.

## Hình ảnh

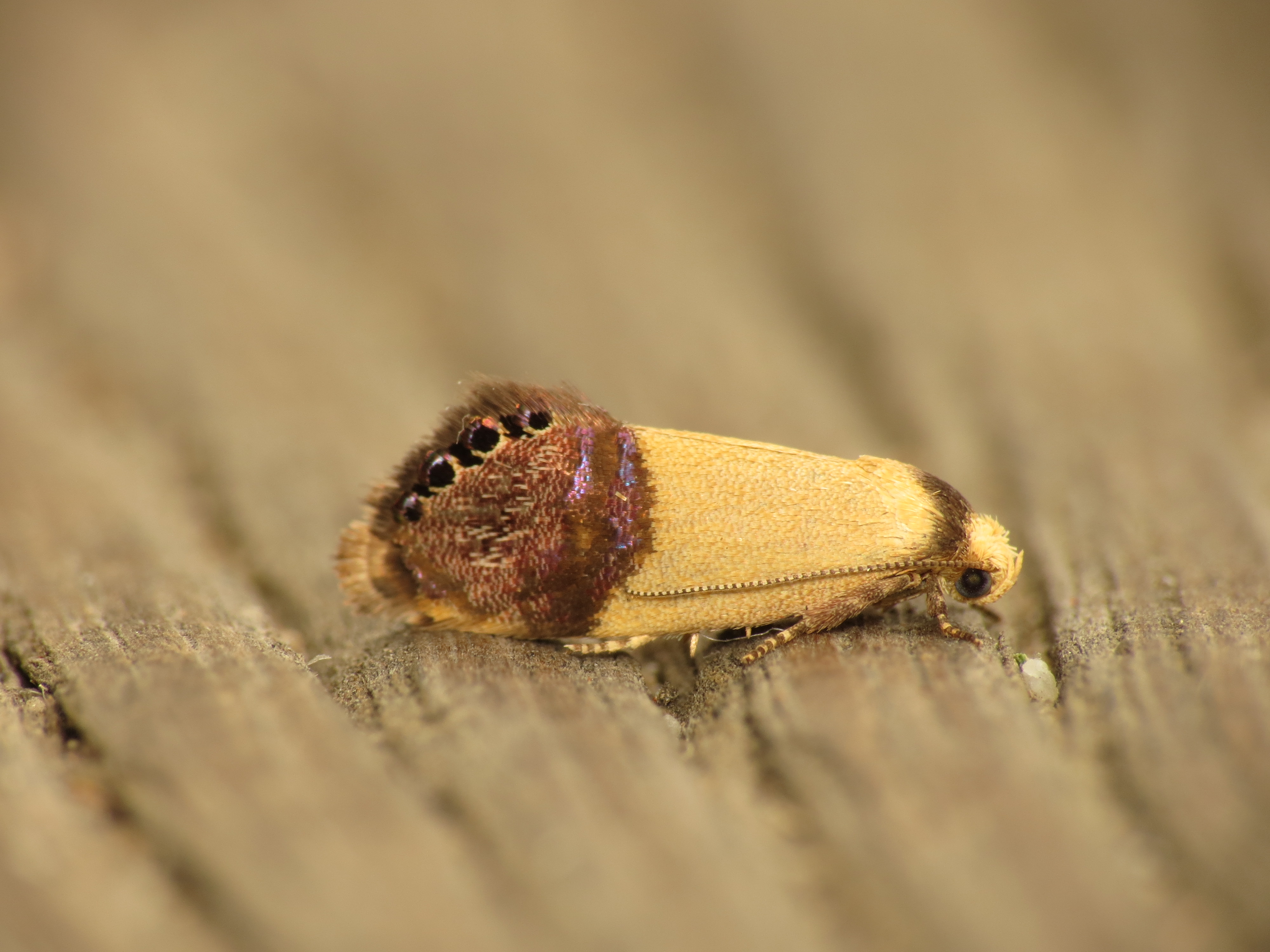
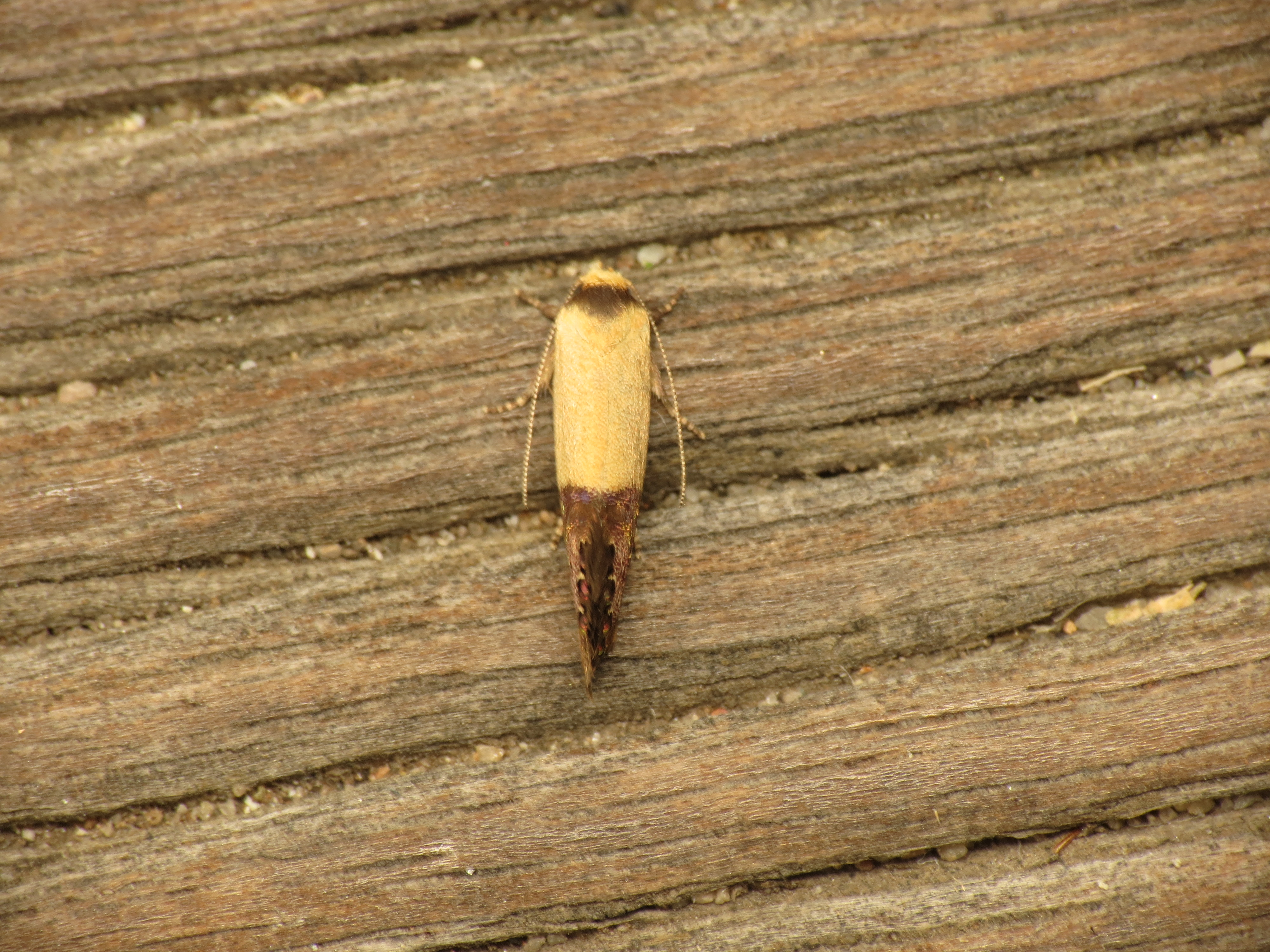